# Lukaskirche (Erfurt)

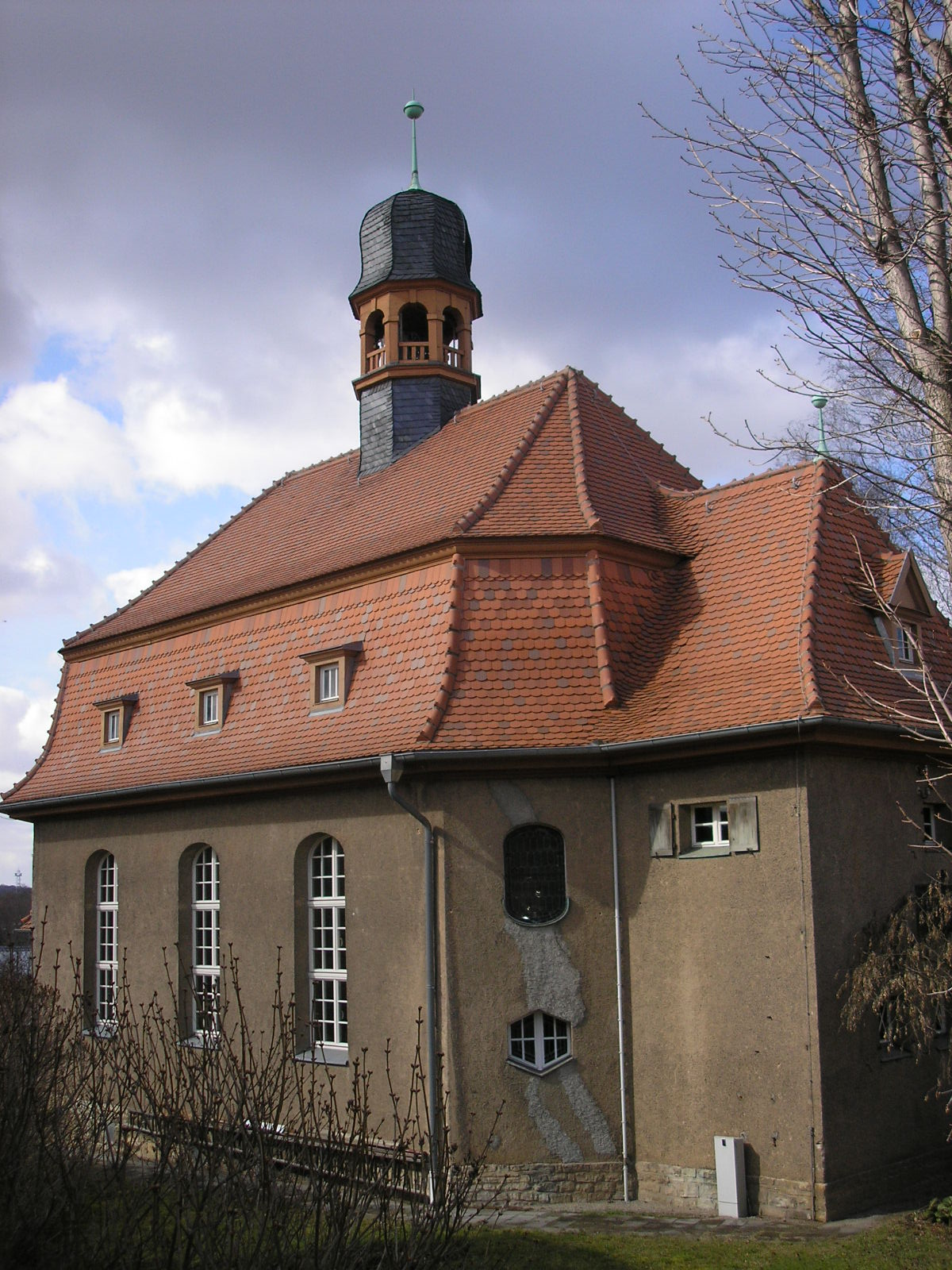
Die Lukaskirche (2009)

Die Lukaskirche ist eine evangelische Kirche im Erfurter Stadtteil Daberstedt. Sie gehört zur Kirchengemeinde Erfurt-Südost im Kirchenkreis Erfurt der Evangelischen Kirche in Mitteldeutschland.

## Geschichte
Die Lukaskirche am Stadtweg in Erfurt wurde 1911/1912 errichtet, nachdem die Einwohner des neu entstandenen Wohngebiets (Neu-)Daberstedt schon 1905 einen Kirchenbauverein gegründet hatten. Sie wurde in neobarocker Form nach Entwurf des Architekten Kummer gebaut, in Anlehnung an das Aussehen der früheren St.-Georgskapelle auf dem Hirnziegenberg. Am 4. August 1912 wurde die neue Kirche feierlich eingeweiht. Ihren heutigen Namen erhielt sie 1962 aus Anlass des 50. Jahrestages der Weihe.
1945 wurde die Lukaskirche durch einen Bombentreffer beschädigt und anschließend bis 1948 wieder instand gesetzt. 1970 wurde das Kircheninnere saniert. In den 1990er Jahren begann wieder eine grundhafte Erneuerung des Kircheninneren, einschließlich Restaurierung der Orgel, der Treppe, des Zugangs und der Außenmauern, sowie der Umgebung. Am 2. September 2012 wurde mit einem Festgottesdienst das 100-jährige Jubiläum der Kirche „in neuem Glanz“ begangen.